# The Fly (histórias em quadrinhos)
The Fly é um super-herói de histórias em quadrinhos americana. Ele foi criado por Joe Simon como parte da "Archie Adventure Series" da Archie Comics e mais foi chamado de Fly-Man como parte da linha Mighty Comics da empresa. Ele apareceu pela primeira vez em The Double Life of Private Strong #1; no entanto, sua história de origem e primeira aparição "completa" foram em Adventures of the Fly #1 (agosto de 1959).

## Criação e concepção
Segundo Joe Simon, o personagem não seria inspirado em uma mosca, mas sim em uma aranha, a origem seria muito parecida com a publicada, Tommy Troy encontraria um anel que lhe concederia poderes de aranha. De acordo com Simon, o personagem tinha nomes provisórios de Sipiderman e Silver Spider. O personagem foi reformulado e se tornou The Fly, Simon reaproveitou a temática do aranha criando seu primeiro vilão: Spider Spry.
Algumas fontes indicam que o Homem-Aranha da Marvel pode ter sido inspirado nesta versão inicial do herói.

## Histórico
Após as quatro primeiras edições de Adventures of the Fly, Simon e Kirby deixaram o título, outros assumiram o personagem e fizeram dele um advogado adulto que lutou contra o crime em Capital City. Mais tarde, ele fez parceria com Fly Girl.
Adventures of The Fly foi cancelado na edição nº 30 (outubro de 1964). The Fly também apareceu em contos em alguns outros títulos de Archie (The Double Life of Private Strong #1 e #2 ambos publicados em 1959), (Pep Comics #151, 154, 160 e Laugh #128, 129, 132, 134 , 137-139) entre outubro de 1961 e janeiro de 1963.
Sua própria série foi reiniciada como Fly-Man como parte do "Mighty Comics Group", que decorreu das edições #31-39 (maio de 1965 - setembro de 1966). O título mudou novamente para Mighty Comics, que apresentava vários super-heróis Archie em aventuras solo nas #40-50 antes de seu cancelamento em 1967.
The Fly foi publicado novamente na década de 1980 sob o selo Red Circle Comics, indo da edição #1 (maio de 1983) à #9 (outubro de 1984). As histórias desta série eram mais parecidas com as histórias anteriores de Adventures of The Fly e co-estreladas por Fly Girl. Na edição 5, Steve Ditko escreveu e desenhou as histórias, que retratavam Tommy Troy sendo incriminado e desacreditado. Ditko deixou a série após a edição #8, e outro escritor encerrou o enredo na #9, o que isentou Troy de qualquer culpa.
The Fly foi um dos personagens usados na reformulação dos personagens Archie da DC Comics na linha !mpact Comics da DC. Esta série, também chamada de The Fly, teve 17 edições (agosto de 1991 - dezembro de 1992) e retratou a Mosca como um menino (chamado Jason Troy) que se transformou em um super-herói adulto, semelhante à versão original do personagem.
A Archie Comics reimprimiu as primeiras quatro edições da série de 1959 em uma coleção de edições encadernadas de 2004 sob o selo Red Circle.
Em 1999, Joe Simon recuperou os direitos do personagem graças à rescisão dos direitos autorais. A rescisão não afetou Fly-Girl, já que ela foi criada após Simon e Kirby deixarem o título.
Com a reinicialização pós-Crise Infinita da continuidade da DC Comics e o subsequente licenciamento dos personagens e da marca dos Red Circle Comics, uma versão recentemente renovada dos Mighty Crusaders foi introduzida e passou a ser chamado de Fly Man. Como a Archie Comics não detinha mais os direitos do Fly, a DC não poderia usar o personagem. Em vez disso, eles usaram Fly-Girl, sua contraparte feminina nas histórias originais dos anos 60.
Fly Girl posteriormente substituiu The Fly na série New Crusaders de 2012 de Archie.
Em 2007, o coletivo e editor francês Organic Comix negociou com Joe Simon a publicação de The Fly na revista Strange. Embora não quisesse autorizar a princípio, Joe gostou da arte apresentada, novas histórias foram criadas por Jim Simon (filho de Joe Simon), Jean Depelley e Reed Man. Nesta versão, Ther Fly também utiliza a identidade do vilão de suas primeiras histórias: Spider Spry, restabelecendo a conexão com o Homem-Aranha. O filho de Joe, Jim Simon, apresenta um novo projeto, o herói ShieldMaster, criado por Joe e Jim, trabalhando novamente com a mesma equipe. Shieldmaster também é publicado nas revistas Futura e Étranges Aventures. A partir de 2015, quando nossas histórias foram relançadas nos Estados Unidos pela Future Retro Entertainment, Jim e seu filho Jessie Simon publicaram o ShieldMaster através de financiamento coletivo no Kickstarter.

### No Brasil
O personagem estreou no país em 1965 pela editora La Selva com o nome de Homem-Mosca, chegando a ter histórias locais produzidas por Luis Rodrigues.

## Biografia
Tommy Troy era um órfão contratado por Ben (ou Ezra) e Abigail March. Tarde da noite, ele tentou usar um anel com um emblema em forma de mosca que encontrou no sótão. Os Marches eram magos, e o anel convocou Turan, um dos Povos Moscas.
Turan explicou que, há muito tempo, o Povo Mosca governava a Terra. Eles usaram magia em suas guerras, e na última delas reduziram a maior parte de sua população a moscas domésticas comuns. Apenas algumas pessoas moscas conseguiram escapar para outra dimensão, onde esperaram por "uma pessoa... pura de coração" para combater o crime e a ganância, que foram a sua própria ruína. Tommy era essa pessoa. Ao esfregar o anel e dizer "Eu gostaria de ser a Mosca", ele trocou de corpo com a outra dimensão e se tornou um super-herói adulto fantasiado. Para retornar à sua própria identidade, bastava pronunciar seu nome.
The Fly estava vestido com uma malha predominantemente verde escura com shorts e cinto amarelos e uma máscara amarela na cabeça. Um par de óculos semelhantes a óculos de segurança cobria seus olhos e um conjunto de "asas" foi construído na área do colarinho. Originalmente as asas eram pequenas decorações; quando o personagem se tornou capaz de voar, as asas tornaram-se maiores e de alguma forma totalmente funcionais.
The Fly foi um dos poucos super-heróis dos anos 60 que carregava uma arma no coldre. A Buzz Gun, assim chamada devido ao zumbido feito quando ativada, era uma arma capaz de disparar dardos tranquilizantes não letais ou raios de choque, dependendo da configuração.

## Poderes e habilidades
Durante o início da trajetória do personagem na Archie Comics, a Mosca possuía apenas quatro talentos: a habilidade de subir paredes, ver em todas as direções, escapar de qualquer armadilha e agilidade acrobática. Mais tarde na série, uma série de poderes de insetos foram adicionados gradualmente; em sua realização final, Fly possuía qualquer poder que os insetos do mundo possuíssem, multiplicado por uma enésima quantidade. Os principais exemplos foram: a força de um milhão de formigas, o vôo tão rápido quanto um milhão de moscas, a durabilidade, o poder de quebrar materiais vibrando suas "asas" no estilo do críquete, teias tecidas na parte inferior de suas costas, luz bioluminescente e "calor", resistência à radiação e capacidade de controlar insetos mentalmente. Mais tarde na série, quando a atriz Kim Brand recebeu seus próprios poderes Fly Ring, tornando-se Fly-Girl, ela possuía a mesma lista de dotes mágicos com tema de insetos.
Mais tarde, ambos os personagens tornaram-se capazes de crescer em proporções de arranha-céus ou reduzir-se ao tamanho de um inseto. Esses novos poderes permaneceriam durante o resto da Série Archie, mas foram ignorados durante a fase Red Circle.